# Йоханес Марчиновски
Йоха̀нес Яро̀слав Марчино̀вски (на полски: Johannes Jaroslaw Marcinowski) е германски лекар-невролог и психоаналитик.

## Биография
Роден е на 13 ноември 1868 година в Бреслау, Кралство Прусия (днес Полша).
Получава научна степен през 1884 г. в Бреслау. От 1919 до 1925 е член на Виенското психоаналитично общество.
Марчиновски създава санаториум в Бад Хайлбрун, Бавария.
Умира на 13 февруари 1935 година в Тюбинген, Германия, на 66-годишна възраст.